# Alfred Hunold
Alfred Karl Hunold (* 22. November 1922 in Burg (bei Magdeburg); † 20. Mai 1996 in Berlin) war ein deutscher Sportwissenschafter und Hochschullehrer. 

## Leben
Hunold besuchte bis 1935 die Volksschule in Burg und absolvierte von 1938 bis 1941 in der örtlichen Maschinenfabrik eine Lehre als Maschinenschlosser. Ab 1941 war er bis zum Ende des Zweiten Weltkriegs Mitglied der deutschen Kriegsmarine.
Von 1946 bis 1950 studierte Hunold an der Martin-Luther-Universität Halle-Wittenberg Körpererziehung und Biologie für das Lehramt. 1952 trat er an der Humboldt-Universität zu Berlin eine Stelle als wissenschaftlicher Assistent an, welche es bis 1955 innehatte. Im selben Jahr wurde seine Doktorarbeit (Titel: „Das System des Schulturnens von Adolf Spiess in seiner politischen, pädagogischen und methodischen Bedeutung“) angenommen. Von 1955 bis 1958 war Hunold an der Uni Halle als Lehrkraft für Theorie und Methodik der Körpererziehung tätig, 1958 wechselte er an die Berliner Humboldt-Universität, wo er ebenfalls als Lehrkraft beschäftigt war und zudem das Amt des Direktors des Instituts für Körpererziehung der Humboldt-Universität übernahm. 1966 schloss Hunold seine Habilitation ab. Das Thema seiner Schrift war „Zur Theorie und Praxis leistungssteigernder körperlicher Grundübungen im Sportunterricht“. Er wurde zum Professor mit Lehrauftrag ernannt, ehe er eine ordentliche Professur für Theorie und Methodik des Sportunterrichts antrat. Hunold blieb bis zum Ende seiner wissenschaftlichen Laufbahn an der Humboldt-Universität, 1988 ging er in den Ruhestand. Von 1975 bis 1988 hatte er das Präsidentamt des Hoch- und Fachschulsports im Deutschen Turn- und Sportbund der Deutschen Demokratischen Republik inne.
Zu den wichtigsten Feldern seiner Forschungstätigkeit zählten der Sportunterricht, der Beitrag des Sports zur Persönlichkeitserziehung und Leistungsnormen.
Alfred Hunold war Mitglied der SED.

## Auszeichnungen
- 1970: Verdienter Meister des Sports[7]